# Stade de neige de Valdrôme
 (mars 2012).
Ne doit pas être confondu avec Valdrôme.
La station de Valdrôme est une station de sports d'hiver de type stade de neige du département de la Drôme inaugurée au milieu des années 1980.
La station ferme définitivement son offre alpin à partir de la saison 2015/2016.  En février 2024, le conseil départemental de la Drôme annonce qu'il recherche un repreneur pour la station. Celle-ci n'ouvrira pas pour l'été 2024.

## Localisation
La station se situe dans le massif préalpin du Haut-Diois sur la commune de Valdrôme à 7 km du village. Son altitude basse est de 1 300 m et son point culminant est à 1 730 m. Elle est ainsi la station la plus élevée du département. Elle a pour autre particularité d'être la plus méridionale.
Elle se trouve au sud du bourg de Valdrôme.

## Historique
L'idée de créer une station de sports d'hiver germe à la fin des années 1970. Ainsi, le conseil général lance une étude sur les sites skiables du département en 1978. Parallèlement, une étude préliminaire pour la voie d’accès est menée. Un dossier est réalisé par la Société d'équipement de la Drôme dès 1979.
En 1981, c'est le financement du projet aux travers des subventions qui est mis en place.
Dès 1983, le département procède à l'achat des terrains et les travaux démarrent en 1984.
L'ouverture de la station a lieu début 1985. À cette date, 4 remontées mécaniques sont opérationnelles : Bambi, Combe, Forêt et Pyramide, desservant 7 pistes. Il est aussi proposé une activité ski de fond avec 10 km de pistes. Le bâtiment principal regroupe la vente des forfaits, la location des skis, les équipes technique et une salle hors-sac.
En 1986 est mis en place le dernier téléski du Proron. Le domaine skiable est porté à 9 pistes de ski alpin.
Le démarrage est assez concluant avec un enneigement moyen la station attire une population locale (Valence, vallée de la Drôme, Drôme provençale et nord Vaucluse) surtout le week-end. Il n'y a aucun aménagement sur place pour l'accueil de vacancier à la semaine et à l'époque il était difficile de trouver un gîte ou des chambres d'hôtes ouvertes à cette période.
Au début des années 1990, le faible enneigement va lourdement handicaper les stations de basse et moyenne altitude. Valdrôme va connaître des années très difficiles mais du fait de ses installations récentes notamment, son fonctionnement n'est pas remis en cause. Le conseil général va tenter de faire vivre son outil en développant le tourisme d'été. On met en place la location de VTT, des Dévalkart (qui permettent de faire fonctionner le téléski de la forêt et celui de la combe), du tir à l'arc et, dans les années 2000, l'installation d'un mini-golf et d'une tyrolienne. La salle hors-sac devient un véritable restaurant.
Depuis la fin des années 1990, la station accueille tous les ans au mois d'août les rencontres Astrociel organisées par la Société astronomique de France. En effet, son altitude et surtout son éloignement de grand centre urbain, font de la station un site privilégié pour l'observation du ciel.
En octobre 2014, le téléski de la Pyramide est démonté. Il n'était plus utilisé ces dernières années en raison du manque de neige. Le domaine perd ainsi une partie de ses plus belles pistes puisque le téléski permettait d'accéder au point culminant de la station (1 730 m).
Après la saison 2014/2015 arrive les élections départementales. le Conseil départemental de la Drôme change de présidence, l'heure est aux restrictions budgétaires. Le fonctionnement des stations de Lus-La Jarjatte et de Valdrôme est remis en cause. Certes avec 4700 forfaits vendus, Valdrôme a connu sa deuxième meilleure saison depuis 10 ans. Mais dans le même temps, la station de Font d'Urle en écoule 52000. Le constat est cinglant pour la petite station du Haut-Diois. En juillet 2015, Patrick Labaune, président du conseil départemental, tranche. Valdrôme n'ouvrira pas l'hiver prochain, les activités estivales seront maintenues,.
Face à la soudaineté de la décision, le maire de Valdrôme, Jean Aramburu, tente de « sauver » la station. Une pétition est mise en place sur internet, elle récoltera presque 3000 signatures. Il demande à Patrick Labaune, un délai de 2 ou 3 ans pour lui permettre de trouver des alternatives pouvant relancer l'activité hivernale. Un délai courant jusqu'au 31 décembre 2015 est accordé,.
Hiver 2015/2016, la station de Valdrôme est une station fantôme...
En 2018, il est décidé de démonter le téléski Bambi afin de l'installer sur le domaine de la station voisine de Lus la Jarjatte,.
Le 21 février 2024 commence une nouvelle phase. Le département lance un appel d'offres pour la reprise des activités. Il annonce aussi que la station n'ouvrira pas pour l'été à venir.

## Activités

### Hiver

#### Ski Alpin

##### Les Pistes
Le ski alpin est l'activité principale du site. Le domaine skiable est situé sur les pentes nord de la montagne de l'Aup. Le haut du domaine culmine à 1 730 m au sommet de la Pyramide. Les pistes de la partie basse de la station sont bordées d'une forêt de pin tandis que le somment (téléski de la Pyramide) est pelé.
Le domaine comporte 10 pistes :
| Niveau    | Nom                      |
| --------- | ------------------------ |
| Verte (3) | Bambi, Combe, Bergerie   |
| Bleue (2) | Sylvestre, La Lauze      |
| Rouge (3) | Cheylad, Serre, L'Aup    |
| Noire (2) | Les Agnelets, Les Bosses |

##### Les remontées mécaniques
Le stade de neige est équipé de 5 téléskis de marque Montagner. Initialement le site était composé de 4 remontées.
Le téléski Bambi est accessible gratuitement. Il s'agit d'un équipement destiné à l’apprentissage des plus petits.
| La Pyramide | RDP-Téléski à perches débrayables : LA PYRAMIDE Constructeur : MONTAGNER Année de construction : 1984 Saison d'exploitation : Hiver Capacité : 1 personne(s) Dénivelée : 236 m Longueur développée : 768 m Pente moyenne : 32 % Pente Maxi : 48 % Débit : 900 personnes/heure Vitesse d'exploitation : 4 m/s         |
| La Combe    | RDP-Téléski à perches débrayables : LA COMBE Constructeur : MONTAGNER Année de construction : 1984 Saison d'exploitation : Hiver et Été Capacité : 1 personne(s) Dénivelée : 28 m Longueur développée : 283 m Pente moyenne : 10 % Pente Maxi : 11 % Débit : 800 personnes/heure Vitesse d'exploitation : 3 m/s      |
| La Forêt    | RDP-Téléski à perches débrayables : LA FORET Constructeur : MONTAGNER Année de construction : 1984 Saison d'exploitation : Hiver et Été Capacité : 1 personne(s) Dénivelée : 237 m Longueur développée : 1 035 m Pente moyenne : 24 % Pente Maxi : 32 % Débit : 900 personnes/heure Vitesse d'exploitation : 3,5 m/s |
| Proron      | RDP-Téléski à perches débrayables : PRORON Constructeur : MONTAGNER Année de construction : 1986 Saison d'exploitation : Hiver Capacité : 1 personne(s) Dénivelée : 206 m Longueur développée : 995 m Pente moyenne : 21 % Pente Maxi : 40 % Débit : 900 personnes/heure Vitesse d'exploitation : 4 m/s              |
| Bambi       | RFP-Téléski à perches fixes : BAMBI Constructeur : MONTAGNER Année d'origine : 1984 Saison d'exploitation : Hiver Capacité : 1 personne(s) Dénivelée : 6.0 m Longueur développée : m Pente moyenne : 10 % Pente Maxi : 11 % Débit : 500 personnes/heure Vitesse d'exploitation : 1,5 m/s                             |

#### Autres activités d'hiver
À l'origine, le site proposait différents itinéraires en ski de fond. Cette activité a été abandonnée aujourd'hui.
Désormais, la station dispose de 2 circuits balisés pour raquettes :
- LA BERGERIE : un itinéraire dit « facile » de 3 km ;
- LA PYRAMIDE : difficulté « moyenne » de 6 km.

La géographie du site et les différents chemins forestiers permettent des promenades « hors pistes » facilement accessibles.
Une piste de luge sécurisée est à disposition au cœur de la station.

### Été
Du fait de l'enneigement aléatoire en hiver le conseil général de la Drôme a décidé dans les années 1990 de réorienter la station de Valdrôme vers un concept de base de loisirs « 4 saisons ».
Ainsi on peut trouver les activités suivantes : devalkart et VTT de descente (avec remontée par le téléski de la forêt), tyrolienne, mini-golf, tir à l'arc, course d'orientation, beach volley et beach soccer, circuits pédestre et VTT ...